# Раденович-Петкович, Стоянка
Стоянка Раденович-Петкович (серб. Стојанка Раденовић Петковић; 3 октября 1941, Ниш, Недичевская Сербия — 14 июля 2019, Торонто, Канада) — сербская писательница и переводчица. Она писала на сербском и английском языках и переводила с сербского, английского и немецкого.

## Биография

### Образование и творческая работа
Стоянка Раденович-Петкович родилась в Нише, где окончила начальную школу и Гимназию «Стеван Сремац». Она окончила Факультет филологии Белградского университета по английскому языку и литературе в 1964 году и получила степень магистра социологии труда на Факультете политических наук Белградского университета по теме «Условия труда югославских рабочих в европейских странах с которыми Югославия заключила трудовые соглашения» в 1978 году. С середины 1960-х по 1994 год она работала устным переводчиком английского языка в Универмагах «Белград», затем переводчиком и консультантом в Федеральном бюро по вопросам занятости и Федеральном министерстве труда и в качестве советника по образованию в Федеральном министерстве образования. Она переехала в Канаду в 1994 году.
Она писала с детства. Свои первые работы в газетах «Нишке новине» и приштинские «Стремления». Её работы можно найти во многих сборниках, антологиях и журналах в Сербии, Черногории и за рубежом. Её песни переведены на русский, шведский, арабский и французский языки. Сборники «Язык языка», «Виртуальная реальность», «Перформанс 2» и «Сказано, промолчано» помимо сербского были написаны (не переведены) и на английском языке.
Свой первый роман «Герои из теней», посвященный балканским матерям, сестрам и женщинам, она продвигала по собственной просьбе в читальном зале Национальной библиотеки «Стеван Сремац» в своём родном городе Ниш в октябре 2014 года. По этому случаю диалоги из этой книги были прочитаны на местном диалекте в присутствии многочисленных посетителей, которым автор затем подарила экземпляры своего произведения с посвящением.
В 2017 году Союз писателей Сербии наградил её Грамотой за жизненные достижения.

### Социальная работа
Стоянка Раденович-Петкович сразу после переезда в Канаду начала работать в Сербской национальной академии в Торонто, оказывая профессиональную координационную помощь людям, переехавшим в новую страну из раздираемых войной районов бывшей Югославии.
В Сербско-канадском объединении писателей «Десанка Максимович», секретарем которой она была, проводила акции по сохранению сербского языка и письменности. Она поддерживала различные манифестации и другие культурные мероприятия сербских объединений в Канаде и активно в них участвовала. Она призвала молодых людей из Сербии не относиться к жизни на Западе легкомысленно и хорошо подумать, прежде чем покинуть родину.
Она включена в Биографический лексикон сербских писателей в рассеянии 1914–2014 под редакцией Милены Миланович и посмертно в «Энциклопедии национальной диаспоры» под редакцией Ивана Калаузовича Ивануса.
Стоянка Раденович-Петкович была членом Союза писателей Сербии, Литературного общества сербских педагогов и СКОП «Десанка Максимович» из Торонто.
Она скончалась в 2019 году в возрасте 78 лет.

### Поэзия
- Песенник (Дечје новине, Горни-Милановац, 1991 г.)
- Прикладная лирика (Дечје новине, Горни-Милановац, 1993 г.)
- Разговоры (Дечје новине, Горни-Милановац, 1994 г.)
- География военного времени (Доситей, Горни-Милановац, 1997 г.)
- Язык языка – двуязычный: на сербском и английском языках (Доситей, Горни-Милановац, 2002 г.)
- Виртуальная реальность – двуязычный: на сербском и английском языках (Доситей, Горни-Милановац, 2006 г.
- Перформанс – поэтические заметки из поездки по сербским странам в 2007 году (Джуро Салай, Белград, 2008 г.)
- Избранные песни (Партенон, Белград 2011 г.)
- Голоса, слова, буквы... (Джуро Салай и Литературное общество сербских педагогов, Белград, 2011 г.)[11]
- Перформанс 2 – о кругосветном путешествии – двуязычный: на сербском и английском языках (Партенон, Белград, 2013 г.)
- Сказалицы и другие песни (Джуро Салай, Белград, 2013 г.)
- Сказано, промолчано – поэтические заметки о повседневности – двуязычный: на сербском и английском языках (Партенон, Белград, 2016 г.)
- Ненаписанные стихи (Союз писателей Сербии, Белград и Сербско-канадское объединение писателей «Десанка Максимович», Торонто, 2017 г.)

### Проза
- Истории издалека, короткая проза (Джуро Салай, Белград, 2010 г.)
- Герои из тени – женщины в войнах на Балканах, роман (Партенон, Белград, 2014 г.)
- И после войны война, роман (Союз писателей Сербии, Белград и Сербско-канадское объединение писателей «Десанка Максимович», Торонто, 2018 г.)
- Когда голос замолкает, работа будет длиться вечно – напоминание о ненаписанных произведениях Стоянки Раденович Петкович – двуязычный: на сербском и английском языках (Књижевно друштво просветних радника Србије, Белград, 2019 г.)

### Книги для детей
- Воспоминания – песни для Николы (Джуро Салай, Белград, 2010 г.)
- Воспоминания 2 – Никола вырос (Джуро Салай, Белград, 2013 г.)
- Воспоминания 3 – Никола встречает мир (Литературное общество сербских педагогов, Белград, 2015 г.)

## Награды и признания
- Премия Растко Петрович Матицы эмигрантов Сербии за сборник стихов «География военного времени» (1998 г.)
- Признание за лучший сборник стихов, написанных на сербском языке в рассеяние «География военного времени» на Собрание литературных деятелей сербской диаспоры (1998 г.)
- Премия Академии Иво Андрич за сборник стихов «Виртуальная реальность» (2007 г.)
- Признание провинции Онтарио за волонтерскую работу
- Грамота за жизненные достижения Союза писателей Сербии (2017 г.)